# Ley del 5 de noviembre

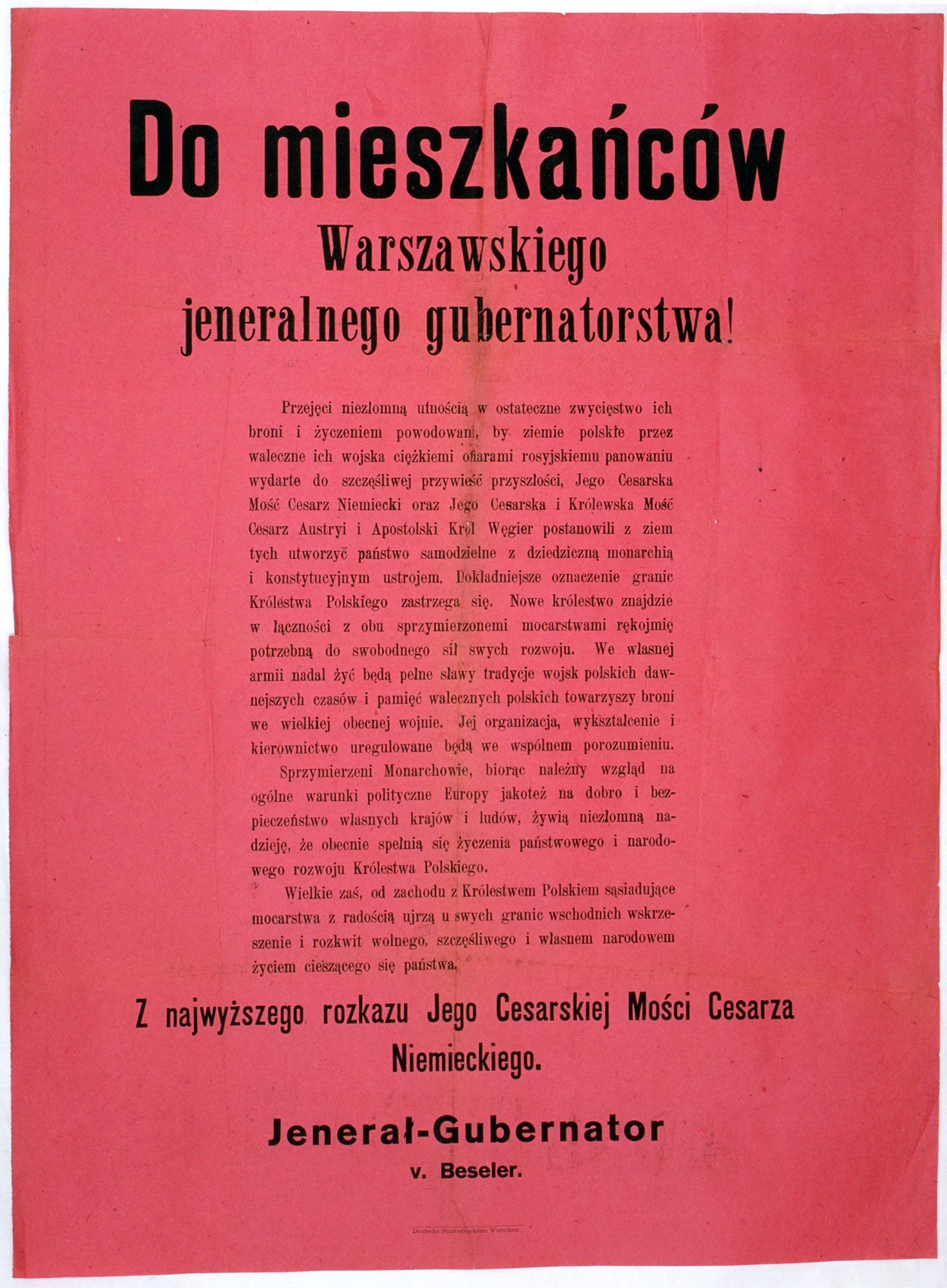

La Ley del 5 de noviembre de 1916 fue una declaración de los emperadores Guillermo II de Alemania y Francisco José I de Austria. Prometía la creación del Reino de Polonia y era concebida por sus autores como un estado títere controlado por las potencias centrales. El origen de ese documento era la imperiosa necesidad de nuevos reclutas de la Polonia ocupada por Alemania para la guerra con el Imperio ruso.